# Pandaka silvana
Pandaka silvana é uma espécie de peixe da família Gobiidae e da ordem Perciformes.

## Morfologia
- Os machos podem atingir 2,2 cm de comprimento total.[4][5]

## Habitat
É um peixe de água doce, de clima subtropical e demersal.

## Distribuição geográfica
É encontrado em África: Moçambique e África do Sul.

## Observações
É inofensivo para os humanos.